# Micrathena hamifera
Micrathena hamifera là một loài nhện trong họ Araneidae.
Loài này thuộc chi Micrathena. Micrathena hamifera được Eugène Simon miêu tả năm 1897.